# Estação de Alcalá de Henares Universidad
Alcalá de Henares Universidad é uma estação da Linha C-2 da rede de Cercanías de Madrid localizada na zona norte de Alcalá de Henares, dando serviço à Universidade de Alcalá e ao centro comercial Cuadernillos. Anteriormente, esta estação tinha a denominação de Alcalá Universidad.
A sua tarifa corresponde à zona B3 segundo o Consórcio Regional de Transportes de Madrid.

## Linhas
| Procedência/Destino | Estação anterior  | Linha | Próxima estação | Destino/Procedência |
| ------------------- | ----------------- | ----- | --------------- | ------------------- |
| [ 1 ]               | Alcalá de Henares |       | Meco Azuqueca   | Guadalajara         |